# Princeton (Kentucky)
Princeton és una població dels Estats Units a l'estat de Kentucky. Segons el cens del 2000 tenia 6.536 habitants.

## Demografia
Segons el cens del 2000, Princeton tenia 6.536 habitants, 2.810 habitatges, i 1.798 famílies. La densitat de població era de 276,4 habitants/km².
Dels 2.810 habitatges en un 27,9% hi vivien nens de menys de 18 anys, en un 47,3% hi vivien parelles casades, en un 13,6% dones solteres, i en un 36% no eren unitats familiars. En el 33,1% dels habitatges hi vivien persones soles el 18,4% de les quals corresponia a persones de 65 anys o més que vivien soles. El nombre mitjà de persones vivint en cada habitatge era de 2,24 i el nombre mitjà de persones que vivien en cada família era de 2,83.
Per edats la població es repartia de la següent manera: un 22,6% tenia menys de 18 anys, un 6,9% entre 18 i 24, un 25,2% entre 25 i 44, un 23,7% de 45 a 60 i un 21,6% 65 anys o més.
L'edat mediana era de 42 anys. Per cada 100 dones de 18 o més anys hi havia 78,1 homes.
La renda mediana per habitatge era de 26.654 $ i la renda mediana per família de 33.895 $. Els homes tenien una renda mediana de 31.935 $ mentre que les dones 21.152 $. La renda per capita de la població era de 16.873 $. Entorn del 14,2% de les famílies i el 18,5% de la població estaven per davall del llindar de pobresa.

## Poblacions més properes
El següent diagrama mostra les poblacions més properes.